# Camila Morrone
Camila Morrone (sinh ngày 16 tháng 6 năm 1997) là  diễn viên, người mẫu mang hai quốc tịch Argentina và Hoa Kỳ.
Camila Morrone bắt đâu sự nghiệp diễn viên khi góp mặt trong phim tài liệu vào năm 2012 mang tên My Own Private River do James Franco làm đạo diễn, một bộ phim nhằm tri ân cố diễn viên River Phoenix. Sau đó, cô có vai diễn đầu tiên khi tham gia bộ phim Bukowski cũng do Franco làm đạo diễn. Năm 2019, cô thủ vai Mickey Peck trong Mickey and the Bear  do Annabelle Attanasio đạo diễn, bộ phim nhận được nhiều lời khen từ giới phê bình cũng như công chúng.
Camila trở thành người mẫu lần đầu tiên vào năm 2016 cho Victoria's Secret và đã xuất hiện trên trang bìa của tạp chí Vogue phiên bản tiếng Thổ Nhĩ Kỳ. Camila có lần đầu tiên trên sàn trình diễn thời trang trong bộ sưu tầm đồ bãi biển vào năm 2017 của Moschino. Cô đã nhận được phản ứng sôi nổi vì công việc của cô với một thường hiệu được nhiều người thèm muốn Urban Outfitters.
Mặc dù có những thành tựu nhất định trong cả  nghiệp diễn lẫn người mẫu, cô nổi tiếng với công chúng chủ yếu vì mối quan hệ bạn gái với diễn viên nổi tiếng Leonardo DiCaprio và là con gái của huyền thoại Hollywood Al Pacino. Cô cũng là một người viết blog về dời sống với các blog tập trung vào các sản phẩm làm đẹp, các chế độ tập luyện, các xu hướng thời trang, thức ăn, décor trong nhà và nhật ký du lịch.

## Thời thơ ấu và cuộc sống đầu đời[3]
Camila sinh vào ngày 16 tháng 6 năm 1997 tại Buenos Aires, Argentina, là con gái của Maximo Morrone và Lucila Solá. Maximo là một người mẫu được yêu thích khi làm việc cho Versace là một diễn viên được biết bởi các vai diễn của ông trong các phim CSI: Miami (2002) và Forbidden Warrior (2005), ông có một nửa là người Ý, một phần tư Romania và một phần tư Tây Ban Nha.Mẹ cô, Lucila Solá, một diễn viên, được yêu thích vì vai diễn của cô trong bộ phim Pride and Prejudice (2013) của Andrew Black. Bà mang một nửa dòng máu Do Thái Ashkenazi và một nửa Slovenia 
Cha mẹ Camila đã ly hôn khi cô mới chỉ 9 tuổi. Cô còn có một người anh em trai tên Sky Morrone. Camila là cựu học sinh của Beverly Hill High School.

## Sự nghiệp[3]
Diễn xuất
Mối duyên Camila với ánh đèn sân khấu bắt đầu vào năm 2013, khi cô thực hiện vai diễn đầu tiên trong bộ phim Bukowski, bộ phim về tiểu sử của Charles Bukowski mà James Franco làm đạo diễn. Cô là nhân vật chính trong phim cùng với các diễn viên nam như Josh Peck, Jacob Loeb, Alex Kingston và Shannen Doherty. Vào năm 2018, cô đóng trong phim Never Goin' Back của Augustine Frizzell cùng với các diễn viên Mala Mitchell, Kyle Mooney, Joel Allen, Kendal Smith và Matthew Holcomb. Bộ phim được yêu thích nhất mà Camila tham gia là Death Wish, do Eli Roth làm đạo diễn, được trình chiếu vào năm 2018, khi cô diễn cùng Bruce Willis. Đây là bản làm lại bộ phim kinh điển cùng tên của năm 1974 và Camila đóng vai người con gái của một người đàn ông do Willis thủ vai.
Gần đây, theo nhiều thông tin, cô được cho là sẽ thủ vai Camila Dunne trong miniseries Daisy Jones & The Six, chuyển thể từ tiểu thuyết cùng tên của tiểu thuyết gia Taylor Jenkins Reid.
Người mẫu
Camila bắt đầu sự nghiệp người mẫu vào năm 2016 khi cô có một dự án với Victoria's Secret cho các mục lục và lookbook của thương hiệu. Cô có lần đầu tiên trình diễn thời trang trong bộ sưu tập đồ biển vào năm 2017 của Moschino.

## Những điểm đáng chú ý[3]
Camila nhận được sự chú ý tích cực và đã xuất hiện trên trang bìa của Vogue vào năm 2016, phiên bản Thổ Nhĩ Kỳ. Cùng năm đó, cô cũng xuất hiện trong cuốn lịch cho năm tiếp theo của LOVE. Vào năm 2017, Camila trở thành người mẫu cho nhiều thương hiệu mà nhiều người thèm muốn như Urban Outfitters và PINK dưới sự bảo hộ của Victoria's Secret. Vào đầu năm 2018, cô đã xuất hiện trên trang bìa của Jalouse và trở nên đáng chú ý trong chiến dịch quảng cáo của Sephora.
Mặc dù là một người mẫu thành công, Camila ưa thích trở thành một diễn viên và nhiều lần thổ lộ rằng cô dành sự tập trung lớn nhất cho lĩnh vực này.
Cô có một kênh YouTube nói về trang điểm, mặc dù cô sôi nổi nhất ở Instagram, nơi cô đăng lên các bức ảnh photoshoot, các bức ảnh sự kiện từ thiện và các bộ sưu tập ảnh cá nhân của cô. 

## Thành tựu và giải thưởng
Camila ở trên trang bìa của Vogue và Sports Illustrated khi cô có lần đầu làm người mẫu.

## Đời tư
Trong tháng 4 năm 2018, có nhiều báo cáo cho rằng Camila hẹn hò với người chiến thắng Giải Oscar Leonardo DiCaprio, khi cả hai bị bắt gặp đi mua sắm. Cả hai bên không có tuyên bố chính thức nào về mối quan hệ này.
Camila còn gọi huyền thoại của Hollywood Al Pacino như là cha dượng của mình. Mặc dù mẹ của Camila có quan hệ với Pacino vào năm 2009, cả hai người chưa kết hôn.